# Gare d’Angers-Maître-École
Gare d’Angers-Maître-École – stacja kolejowa w Angers, w regionie Kraj Loary, we Francji. Znajdują się tu 2 perony.